# قنطوریون صغیر
قنطوریون صغیر (نام علمی: Centaurium erythraea) نام یک گونه از تیره جنطیانیه است.